# Formation Tafraout
La Formation Tafraout est une formation géologique du Toarcien (Jurassique inférieur) dans la Province d'Azilal et la Ouarzazate, centre du Maroc, connue surtout pour sa richesse en « lithiotides » et des  pinaclescoralligènes  (Patch  reef). Les séquelles de l'événement anoxique océanique du Toarcien sont également très présentes dans les strates marines marginales de la formation, avec ce qu'on appelle la Section Toksine un effondrement dramatique à l'échelle de la Téthys du Système carbonaté néritique qui s'est produit.
A Ait Bou Guemmez, concrètement sur Jbel Azourki la Formation Tafraout affleure, composée de niveaux décimétriques à métriques de calcaires oolithiques nodulaires, avec des surfaces ferrigénisées et condensées en coquilles brisées de brachiopodes, le tout alternant avec des marnes vertes et des calcaires gréseux avec des débris de bioclastes. Globalement, le Tafraout a évolué ici à l'intérieur du Bassin d'Amezrai, en le remplissant de ses carbonates et en développant la "Plate-forme de Tafraout", avec une sédimentation dans un environnement marin subtidal à intertidal. Le bassin d'Amezrai et la "plate-forme de Tafraout" étaient entourés à l'ouest, au nord et au sud par un domaine côtier à sédimentation détritique dominante, la Formation d'Azilal.

## Paléoenvironnement
La Formation de Tafraout est située en grande partie à l'intérieur du "Grand Accident Nor d'Altasian" ou Faille du Nord Atlas, la plus grande et la plus importante des failles du Haut Atlas Central. Cette faille a été comblée par une série de sédiments continentaux venus de l'ouest (Formation d'Azilal) au cours du Toarcien, recouvrant la plate-forme carbonatée du Pliensbachien. La Formation de Tafraout marque le retour de la production carbonatée, limitée au Bassin d'Amezraï, développant une nouvelle unité surnommée "Plate-forme de Tafraout", et située entre des diapirs se limitant aux couches continentales. Cette ligne de faille a probablement marqué la limite nord d'une péninsule de socle paléozoïque qui s'est avancée vers l'est depuis le massif de Tichka dans le fossé de l'Atlas.
La Formation Tafraout est formée de calcaires oolithiques et biodétritiques à stratifications entrecroisées, organisés en chenaux et barres décimétriques à métriques et de marnes limoneuses verdâtres à versicolores couronnées par des niveaux lenticulaires de micro-conglomérats et de degrés, déposés sur une plate-forme littorale. Les dépôts du membre supérieur de la Formation de Tafraout correspondent à un produit d'épandage terrigène dans l'ancien "bassin" du Pliensbachien supérieur (Formation d'Aganane). La tendance générale observée montre une évolution sédimentaire en remplissage. A la base de la série, l'assemblage de foraminifères, les traces d'ammonites ainsi que les spits de turbidites observés dans les marnes reflètent les conditions de sédimentation dans un domaine marin ouvert et circalittoral. Les turbidites gréseuses observées à la limite nord du bassin témoignent d'un transit de matériel à travers la plate-forme du Pliensbachien. Les turbidites carbonatées observées plus au sud, dans la région de Taquat N'Agrd, seraient déterminées par l'érosion de hautes zones intra-bassin. Vers les sections supérieures, l'organisation verticale et un lent processus de remplissage ont conduit à l'établissement d'une plaine côtière supratidale carbonatée, avec des conditions tropicales globales rappelant le modèle de l'île d'Andros aux Bahamas. Les séquences observées, de type "coarsening up", montrent la progradation d'un domaine de plage sableuse (grès) sur un domaine subtidal peu profond (marnes), le tout . Les calcaires ravinés à la base des séquences marquent les phases d'inondation conduisant à la reprise de la sédimentation subtidale.
Le flux de sédiments lavés par les fluviaux (Formation d'Azilal) est dans une direction E-NE, étant déplacé par les couches de la Formation Tafraout et d'autres unités marines coevalentes. Ceci est visible dans le Bassin d'Amezraï, où un environnement marin marginal a été développé, avec des rides de vagues, des lits croisés, l'ichnofossile Amphipoda Arenicolites isp. et l'algue calcaire Cayeuxia sp, tous déposés sur des mudstones diagénétiques. Plus précisément, sur Taguendouft, vers le Toarcien moyen, les producteurs de carbonate se sont rétablis localement, avec le remplacement de la pierre à grain ooïde par des lits de wackestone à packstone, où les bioclastes de la faune hétérotrophe augmentent, comme les céphalopodes, les brachiopodes, les échinodermes et les gastéropodes, avec des récifs occasionnels de patchs coralliens.
Plusieurs événements sismiques situés sur le domaine téthien ont été la principale genèse de l'activité tectonique locale, avec des strates émergentes paléozoïques, qui ont été érodées en raison des conditions locales.
La Formation d'Azilal coéval paralique à subtidal manque de couches marines claires avec les "lithiotides" communs (un groupe informel de grands bivalves aberrants), qui sont connus du Sinémurien au Toarcien de Italie, Espagne, Slovénie, Croatie, Monténégro, Albanie et aussi au Maroc. Ces Récifs présentaient une forte zonation, commençant par les bivalves Gervilleioperna et Mytiloperna, restreints aux faciès intertidaux et peu profonds-subtidaux. Les Lithioperna sont limités aux faciès subtidaux lagunaires et même à certains milieux peu oxygénés. Enfin, les Lithiotis et les Cochlearites se trouvent dans les faciès subtidaux, construisant des accumulations Au Jebel Toksine dans la Vallée du Dadès, la Formation de Tafraout développe un écosystème local lagunaire-subtidal dans des conditions arides et humides. Les couches de Jebel Toksine représentent l'un des enregistrements les plus complets de ce type d'écosystème au Maroc, enregistrant plusieurs générations de croissance lithiotique sur ~1 km d'exposition (consistant en les genres Gervilleioperna, Mytiloperna, Lithioperna et Cochlearites), ainsi qu'une faune associée diversifiée. Le rôle de la Formation d'Azilal était probablement similaire à celui du Calcaire de Budoš, avec, sur la base de l'accumulation de racines, de possibles environnements éphémères de type Mangrove dans la Formation Tafraout et Azilal représentant le cadre intérieur sec proche. L'étude de cette section a également révélé que les dépôts de plage au bord de la formation faisaient partie d'une plate-forme dominée par les tempêtes. Sur les strates connexes, il y a une large présence d'événements de tempête, car après le Toarcien AE et l'augmentation des températures sur le Toarcien tardif, la présence de dépôts de tempête omniprésents semble être en corrélation avec le réchauffement des températures de surface de la mer, indiquant une intensification des cyclones tropicaux pendant le T-OAE et d'autres périodes plus chaudes sur le Toarcien. Il y a aussi un enregistrement local d'un Cold Snap, où la section Akenzoud.

### Diapirisme supralassique

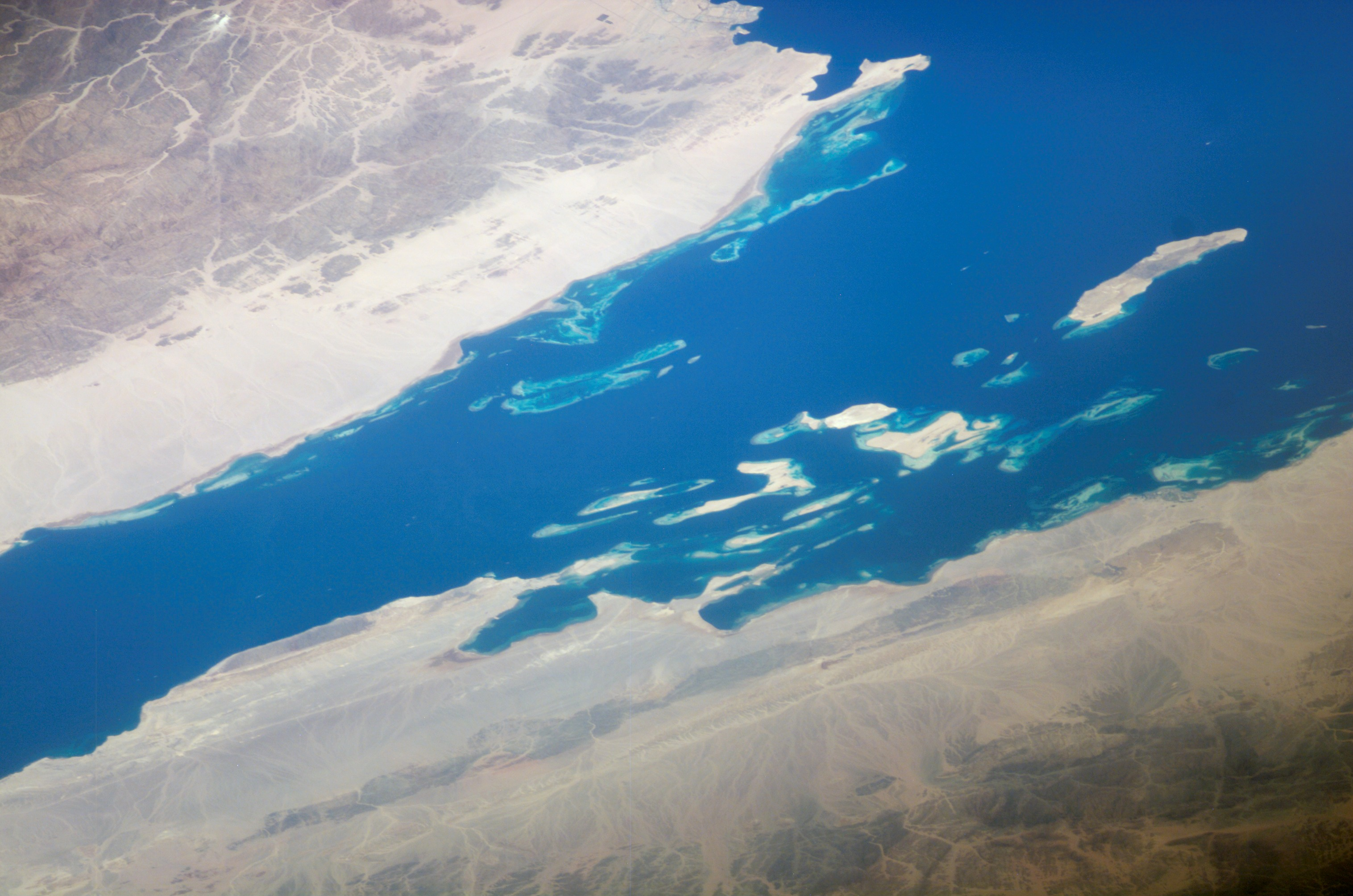
Le détroit de Gubal en Égypte a un aspect comparable à celui enregistré dans les diapirs supralassiques qui ont généré les plates-formes carbonatées allongées et étroites de Tazoult

Le Haut Atlas central constitue une province diapirique qui abrite un ensemble complexe de diapirs allongés et de minibasins qui se sont formés pendant le rift du Jurassique inférieur du bassin de l'Atlas. La Crête de Tazoul est l'un de ces secteurs diapiriques. Il s'agit d'un diapir de 20 km de long, orienté NE-SW, légèrement oblique par rapport au gain structurel dominant ENE-WSW du Haut Atlas central, délimité par le minibasin d'Amezraï au sud et le minibasin de Tiloughite au nord. Dans le mini-bassin d'Amezraï, les ~1500 m du groupe Ahançal de Zaouiat affleurent. Le dépôt du groupe de Zaouiat Ahançal est interprété comme des dépôts mixtes du Pliensbachien tardif-Aalénien qui ont généré une extrusion du diapir sur son flanc et sur les fonds marins adjacents, avec le faciès de la section alénienne de la formation d'Aguerd-nˈTazoult Fm en position sub-horizontale et dépassant le corps allochtone. Le contact abrupt entre le groupe Zaouiat Ahançal à faible pendage SE et les carbonates de l'Aalénien tardif-Bajocien à fort pendage NW des carbonates de l'Aalénien tardif-Bajocien du Formation Bin el Ouidane est interprété comme une soudure résultant de la fermeture du mur de sel. la fermeture du mur de sel. Le groupe Ahançal de Zaouiat coïncide avec la période la plus intense de croissance passive diapirique dans cette unité, où une augmentation de l'élévation de la rigde de Tazoult est procurée comme un effet de la rectivation du synrift du Haut Atlas central du Pliensbachien à l'Aalénien, avec une sédimentation accrue dans la dernière partie dans le mini-bassin adjacent d'Amezraï, déclenchant le retrait du sel et le gonflement des murs de sel adjacents de Tazoult et d'Azourki, formant localement la nappe de sel allochtone de Talmest à son extrémité SE. En termes de paléoenvironnement, les plates-formes carbonatées allongées et étroites de Tazoult formées par les rifts sont comparables à celles que l'on trouve aujourd'hui dans les eaux peu profondes des bords de la Mer Rouge, notamment dans le Détroit de Gubal en Égypte et les Bancs de Farasan le long de la côte de Arabie saoudite.
L'étude du diapirisme local dans le Lias supérieur a révélé des données remarquables sur le climat et le dépôt dans la Formation d'Amellago marine coexistante: la présence d'intervalles sans ooïdes suggère que le climat est devenu plus humide dans la région, ce qui est soutenu par l'augmentation des particules continentales (signature d'une altération accrue du Craton Saharien), et l'augmentation notable de petites quantités de charbon de bois ou de restes de bois carbonisés, suggérant la présence de forêts côtières ou de mangroves dans la rampe carbonatée du groupe de Zaouiat Ahançal pendant l'augmentation de l'humidité locale.

## Foraminifères
| Genre            | Espèce                                                                                  | Position stratigraphique | Matériel           | Habitude            | Notes | Images |
| ---------------- | --------------------------------------------------------------------------------------- | ------------------------ | ------------------ | ------------------- | --- | ------ |
| Ammobaculites    | - Ammobaculites coprolithiformis                                                        | - Ouguerd Zegzaoune      | Squelette calcaire | État marin ou lagon | Un foraminifère de la famille des Ammomarginulininae.                                                                                           |        |
| Everticyclammina | - Everticyclammina sp.                                                                  | - Ouguerd Zegzaoune      | Squelette calcaire | État marin ou lagon | Un foraminifère de la famille des Everticyclamminidae. Il représente une espèce apparentée à E. virguliana, connue du Jurassique moyen du Maroc |        |
| Citharina        | - Citharina sp.                                                                         | - Taquat N'Agrd          | Squelette calcaire | État marin ou lagon | Un foraminifère de la famille des Vaginulininae. Il représente une espèce apparentée à E. virguliana, connue du Jurassique moyen du Maroc       |        |
| Lenticulina      | - Lenticulina matutina - Lenticulina munsteri - Lenticulina toarcense - Lenticulina sp. | - Taquat N'Agrd          | Squelette calcaire | État marin ou lagon | Un foraminifère de la famille des Lenticulininae.                                                                                               |        |
| Lingulina        | - Lingulina brizaeformis - Lingulina pupa - Lingulina dentaliformis - Lingulina tenera  | - Taquat N'Agrd          | Squelette calcaire | État marin ou lagon | Un foraminifère de la famille des Lingulininae.                                                                                                 |        |
| Marginulina      | - Marginulina prima - Marginulina spinata                                               | - Taquat N'Agrd          | Squelette calcaire | État marin ou lagon | Un foraminifère de la famille des Marginulininae.                                                                                               |        |
| Nodosaria        | - Nodosaria sexcostata                                                                  | - Taquat N'Agrd          | Squelette calcaire | État marin ou lagon | Un foraminifère de la famille des Nodosariinae.                                                                                                 |        |
| Ophtalmidium     | - Ophtalmidium concentricum                                                             | - Taquat N'Agrd          | Squelette calcaire | État marin ou lagon | Un foraminifère de la famille des Ophthalmidiidae.                                                                                              |        |
| Pseudonodosaria  | - Pseudonodosaria tennis - Pseudonodosaria sp.                                          | - Taquat N'Agrd          | Squelette calcaire | État marin ou lagon | Un foraminifère de la famille des Nodosariinae.                                                                                                 |        |

## Algae
| Genre        | Espèce                                     | Position stratigraphique | Matériel           | Habitude            | Notes | Images |
| ------------ | ------------------------------------------ | ------------------------ | ------------------ | ------------------- | --- | ------ |
| Cayeuxia     | - Cayeuxia liasica - Cayeuxia spp.         | - Jebel Toksine          | Squelette calcaire | État marin ou lagon | Une algue de la famille des Halimedaceae. |        |
| Sestrosphera | - Sestrosphera liasina - Sestrosphera spp. | - Jebel Toksine          | Squelette calcaire | État marin ou lagon | Une algue rouge de la famille des Solenoporaceae. Ce genre est le type dominant d'algues fossiles retrouvées sur la biozone A (Lituosepta recoarensis). |        |

## Invertébrés

### Ichnofossiles
| Genre           | Espèce                                             | Emplacement                                                                                 | Matériel                                 | Type                         | Fabriqué par | Notes | Images |
| --------------- | -------------------------------------------------- | ------------------------------------------------------------------------------------------- | ---------------------------------------- | ---------------------------- | --- | --- | ------ |
| Arenicolites,   | - Arenicolites isp.                                | - Jebel Toksine - Ouguerd Zegzaoune - Tamadoute - Tougza - Taquat N'Agrd - Jbel Taguendouft | Traces d'habitation                      | Domichnia                    | - Domichnie - Polychètes (Spionida et Carpitellida) - Crustacés Amphipodan se nourrissant par suspension. - Les Sipuncula se nourrissant de dépôts. | Marin, saumâtre ou d'eau douce Terriers non ramifiés en forme de U, d'orientation subverticale, avec ou sans revêtement et remplissage passif. Sont communs dans les environnements côtiers modernes. |        |
| Chondrites',    | - Chondrites isp.                                  | - Jebel Toksine                                                                             | Fodinichnie tubulaire                    | Fodinichnia                  | - Annelides (Polychaeta) - Sipuncula | Interprété comme le terrier d'alimentation d'un animal se nourrissant de sédiments. Une étude plus récente a trouvé que Scoloplos armiger et Heteromastus filiformis, présents dans la mer des Wadden allemande dans les parties inférieures des estrans, font des terriers qui sont homonymes avec de nombreuses traces fossiles de l'ichnogène.   |        |
| Rhizocorallium, | - Rhizocorallium parallelum - Rhizocorallium ispp. | - Jebel Toksine - Jbel Taguendouft                                                          | Fodinichnia tubulaire                    | Domichnia et/ou fodinichnia. | - Crustacés - Annelidés - Poissons | Terrier d'habitation et d'alimentation d'un suspensivore ou d'un dépositivore, généralement associé à des eaux peu profondes. | .      |
| Skolithos       | - Skolithos isp.                                   | - Jebel Toksine - Jbel Taguendouft                                                          | Terriers cylindriques à subcylindriques. | Domichnia                    | - Polychaetes - Polychètes - Phoronidans | Ichnofossiles en forme de terrier, fabriqués par des organismes qui avancent sur la surface du fond. Puits très étroits, verticaux ou subverticaux, légèrement sinueux et non revêtus, remplis de boue. Interprétés comme des structures d'habitation d'animaux vermiformes ; plus précisément, le domichnion d'un ver suspensivore ou phoronidans. | .      |
| Thalassinoides, | - Thalassinoides isp.                              | - Jebel Toksine                                                                             | Fodinichnie tubulaire                    | Fodinichnia                  | - Thalassinidea - Plusieurs crustacés (Anomura, Decapoda) - Annelides (Polychaeta) - Sipuncula - Dipnoi                                             | ichnofossiles de type terrier. Grands systèmes de terriers constitués d'éléments à parois lisses, essentiellement cylindriques. Les caractéristiques sédimentaires communes sont les traces fossiles de "Thalassinoides" dans les intervalles de marne fissile à argile.                                                                            | .      |
| Zoophycos,      | - Zoophycos isp.                                   | - Jebel Toksine                                                                             | Traces d'habitation                      | Domichnia & Fodinichnia      | - Polychètes (Spionida et Carpitellida) - Les Sipuncula se nourrissent de dépôts.                                                                   | Elle a été reliée aux Echiuras, mais aussi à des vers polychètes qui se déplacent et se nourrissent. |        |

### Anthozoa
| Genre               | Espèce                                         | Position stratigraphique | Matériel                        | Notes | Images |
| ------------------- | ---------------------------------------------- | ------------------------ | ------------------------------- | --- | ------ |
| Actinaraea?         | - Actinaraea? sp.                              | - Jebel Toksine          | Morceaux de squelette calcifiés | Un corail de la famille Actinacididae.                                                                                           |        |
| Ampakabastraea      | - Ampakabastraea sp.                           | - Jebel Toksine          | Morceaux de squelette calcifiés | Un corail de la famille Stylinidae.                                                                                              |        |
| Archaeosmilia       | - Archaeosmilia beata - Archaeosmilia sp.      | - Jebel Toksine          | Morceaux de squelette calcifiés | Un corail de la famille Zardinophyllidae. Ces coraux solitaires ont été observés dans tous les biostromes de l'unité inférieure. |        |
| Archaeosmiliopsis   | - Archaeosmiliopsis sp.                        | - Jebel Toksine          | Morceaux de squelette calcifiés | Un corail de la famille Archaeosmiliidae.                                                                                        |        |
| Enallhelia?         | - Enallhelia? sp.                              | - Jebel Toksine          | Morceaux de squelette calcifiés | Un corail de la famille Stylinidae.                                                                                              |        |
| Haimeicyclus        | - Haimeicyclus haimei                          | - Jebel Toksine          | Morceaux de squelette calcifiés | Un corail de la famille Oppelismiliidae.                                                                                         |        |
| Hispaniastraea,     | - Hispaniastraea murciana - Hispaniastraea sp. | - Jebel Toksine          | Morceaux de squelette calcifiés | Un corail de la famille Hispaniastraeidae.                                                                                       |        |
| Lophelia?           | - Lophelia? sp.                                | - Jebel Toksine          | Morceaux de squelette calcifiés | Un corail de la famille Caryophylliidae.                                                                                         |        |
| Myriophyllum        | - Myriophyllum fasciatum                       | - Jebel Toksine          | Morceaux de squelette calcifiés | Un corail de la famille Oppelismiliidae.                                                                                         |        |
| Phacelostylophyllum | - Phacelostylophyllum cf. subdichotomum        | - Jebel Toksine          | Morceaux de squelette calcifiés | Un corail de la famille Stylophyllidae.                                                                                          |        |
| Phacelophyllia      | - Phacelophyllia sp.                           | - Jebel Toksine          | Morceaux de squelette calcifiés | Un corail de la famille Dermosmiliidae.                                                                                          |        |
| Periseris           | - Periseris sp.                                | - Jebel Toksine          | Morceaux de squelette calcifiés | Un corail de la famille Latomeandridae.                                                                                          |        |
| Spongiocoenia,      | - Spongiocoenia liasica                        | - Jebel Toksine          | Morceaux de squelette calcifiés | Un corail de la famille Stylophyllidae.                                                                                          |        |
| Thecactinastraea    | - Thecactinastraea fasciculata                 | - Jebel Toksine          | Morceaux de squelette calcifiés | Un corail de la famille Oppelismiliidae.                                                                                         |        |

### Brachiopoda
| Genre          | Espèce                                                   | Position stratigraphique            | Matériel          | Notes | Images |
| -------------- | -------------------------------------------------------- | ----------------------------------- | ----------------- | --- | ------ |
| Homoeorhynchia | - Homoeorhynchia meridionalis - Homoeorhynchia batalleri | - Ouguerd Zegzaoune                 | Coquilles isolées | Un Rhynchonellinae saumâtre (Brachiopode). Homoeorhynchia meridionalis indique le Toarcien zone à Serpentinuset base de la zone à Bifrons |        |
| Liospiriferina | - Liospiriferina falloti - Liospiriferina sp.            | - Foum Tillicht - Ouguerd Zegzaoune | Coquilles isolées | Un Spiriferinidae saumâtre (Brachiopode)                                                                                                  |        |
| Stroudithyris  | - Stroudithyris infraoolithica                           | - Foum Tillicht                     | Coquilles isolées | Un Terebratulidae saumâtre (Brachiopode)                                                                                                  |        |
| Telothyris     | - Telothyris jaubertivar - Telothyris arnaudi            | - Ouguerd Zegzaoune                 | Coquilles isolées | Un Lobothyrididae saumâtre (Brachiopode)                                                                                                  |        |

### Bivalves
| Genre          | Espèce                                                   | Position stratigraphique | Matériel          | Notes | Images |
| -------------- | -------------------------------------------------------- | ------------------------ | ----------------- | --- | ------ |
| Cochlearites   | - Cochlearites loppianus - Cochlearites spp.             | - Jebel Toksine          | Coquilles isolées | Un Pterioida saumâtre (Bivalve). Un grand bivalve, avec une coquille subéquivalente, pouvant atteindre 60-70 cm de haut. C'est l'un des trois principaux bivalves retrouvés sur le Faciès Lithiotis, dont les accumulations recouvrent généralement des coquinas mégalodontides. |        |
| Gervillioperna | - Gervillioperna atlanta - Gervillioperna spp.           | - Jebel Toksine          | Coquilles isolées | Un Malleidae saumâtre (Bivalve). Abondant le long des radicelles, indiquant un environnement lagunaire ou marécageux très peu profond et restreint |        |
| Lithioperna    | - Lithioperna scutata - Lithioperna spp.                 | - Jebel Toksine          | Coquilles isolées | Un Pterioida saumâtre (Bivalve). Ce genre a été fondé pour être un bivalve avec un stade juvénile byssate qui a développé différents modes de vie à l'âge adulte selon la densité des individus et la fermeté du fond                                                            |        |
| Mytiloperna    | - Mytiloperna spp.                                       | - Jebel Toksine          | Coquilles isolées | Un Malleidae saumâtre (Bivalve). |        |
| Opisoma,       | - Opisoma menchikoffi - Opisoma excavatum - Opisoma spp. | - Jebel Toksine          | Coquilles isolées | Un Astartidae saumâtre (Bivalve). Est considéré comme un genre qui a évolué à partir d'ancêtres fouisseurs peu profonds, devenant secondairement un semi-faune couché sur le bord adapté à la photosymbiose.                                                                     |        |

### Gasteropoda
| Genre       | Espèce             | Position stratigraphique | Matériel          | Notes | Images |
| ----------- | ------------------ | ------------------------ | ----------------- | --- | ------ |
| Nerinea     | - Nerinea spp.     | - Jebel Toksine          | Coquilles isolées | Un Nerineidae saumâtre (Escargot). Les spécimens locaux semblent avoir de la matière algale sur les coquilles, ce qui indique un environnement lagunaire restreint. |        |
| Scurriopsis | - Scurriopsis spp. | - Jebel Toksine          | Coquilles isolées | Un Nerineidae saumâtre (Patellogastropoda). |        |

### Ammonites
| Genre        | Espèce                                                              | Position stratigraphique                                | Matériel          | Notes | Images |
| ------------ | ------------------------------------------------------------------- | ------------------------------------------------------- | ----------------- | --- | ------ |
| Eodactylites | - Eodactylites simplex - Eodactylites cf. polymorphum               | - Tamadoute - Tougza - Taquat N'Agrd - Jbel Taguendouft | Coquilles isolées | Un Dactylioceratidae saumâtre (Ammonitida). La base de cette série repose sur une discontinuité régionale marquée par une remarquable abondance en Eodactylites du Toarcien inférieur |        |
| Hildoceras   | - Hildoceras sublevisoni - Hildoceras lusitanicum - Hildoceras spp. | - Foum Tillicht - Ouguerd Zegzaoune                     | Coquilles isolées | Un Hildoceratidae saumâtre (Ammonitida). Caractéristiques de la base de la zone à Bifrons                                                                                             |        |

### Annelida
Les tubes de vers serpulidés sont connus de Jbel Toksine, en relation avec les pavements de bivalves.

### Echinodermata
| Genre      | Espèce | Position stratigraphique | Matériel                                        | Notes | Images |
| ---------- | ------ | ------------------------ | ----------------------------------------------- | --- | ------ |
| Arbacioida | Indet  | - Jebel Toksine          | Spécimens complets et parties de l'exosquelette | Un Arbacioida saumâtre (Echinoidea). Ces oursins sont les échinodermes les plus abondants sur les récifs. |        |

## Vertebrata

### Actinopteri
| Genre          | Espèce                                          | Position stratigraphique         | Matériel                           | Notes | Images |
| -------------- | ----------------------------------------------- | -------------------------------- | ---------------------------------- | --- | ------ |
| Leptolepis,    | - Leptolepis cf.coryphaenoides - Leptolepis sp. | - Ouguerd Zegzaoune - Ilourhmame | - Ecailles isolées - Dents isolées | Poisson osseux marin, saumâtre ou d'eau douce de la famille des Leptolepidae. Récupéré à la fois sur le Trafraout, l´Azilal et la Formation Tagoudite, représente un genre de poisson cosmopolite, commun dans le domaine méditerranéen du Toarcien. La plupart des spécimens semblent provenir de faciès lagunaires. |        |
| Leptolepididae | Indet                                           | - Ouguerd Zegzaoune - Ilourhmame | - Ecailles isolées - Dents isolées | Poisson osseux marin, saumâtre ou d'eau douce de la famille des Leptolepidae. |        |

## Plantae
A Jebel Azourki, à l'époque domérienne, on a enregistré plusieurs lithofaciès, de 1 à 5, mais avec un 6ème supplémentaire de schistes laminés gris moyen à noir avec des stries de charbon et d'abondants fragments végétaux, dont l'attribution n'est pas claire, puisqu'il peut s'agir du Pliensbachien ou du Toarcien, comme peut aussi appartenir à la Formation d'Aganane. Ces couches semblent liées entre les diapirs Jbel Azourki-Taghia-Tafraout & Tazoult, étant probablement plus liées au premier, qui s'est développé comme une île ou péninsule émergée à l'époque. Ces schistes noirs du lithofaciès sont interprétés comme représentant un marais supratidal développé aux bords d'une zone intertidale et d'une lagune. Ils sont très similaires à ceux décrits sur la Formation de Rotzo en Italie du Nord, où une grande collection de plantes et d'ambre a été récupérée.
A Jebel Toksine, les biostromes lithiotidés sont récessifs et marneux avec des débris ligneux charbonneux (y compris des troncs entiers de bois, d'abondants débris végétaux ligneux préservés sous forme de jais ou de charbon), ce qui suggère la présence d'une végétation marine marginale qui a développé un rôle stabilisateur, ce qui est commun dans les environnements relativement humides propices au développement de plantes marines marginales et a la propension à développer des morphologies de chenaux sinueux.